# Noventa e nove nomes de Alá
Os noventa e nove nomes de Alá (em árabe: أَسْمَاءُ ٱللَّٰهِ ٱلْحُسْنَىٰ; romaniz.: ʾasmāʾu llāhi l-ḥusnā; "os nomes sublimes de Deus"; ou الأسماء الحسنى; ʾasmāʾu l-ḥusnā; "os nomes mais belos de Deus") são o conjunto de nomes de Deus usadas no islão, que na sua maior parte são epítetos e expressões de louvor que fazem referência a atributos divinos. Algumas tradições afirmam que existe um centésimo nome, que é objeto de especulações místicas.

## Lista dos nomes
1. Allah (الله) Deus
2. Al Rahman (الرحمن) O Misericordioso
3. Al Rahim (الرحيم) O Clemente; O Misericordioso
4. Al Malik (الملك) O Soberano
5. Al Quddus (القدوس) O Sagrado
6. Al Salam (السلام) A Fonte da Paz
7. Al Mu'min (المؤمن) O Guardião da Fé; A Fonte da Fé
8. Al Muhaymin (المهيمن) O Protetor
9. Al 'Aziz (العزيز) O Poderoso (Onipotente)
10. Al Jabbar (الجبار) O Irresistível; O que Compele
11. Al Mutakabbir (المتكبر) O Majestoso
12. Al Khaliq (الخالق) O Criador
13. Al Bari' (البارئ) O que Faz evoluir; O que Concebe
14. Al Musawwir (المصور) O Formador; O Modelador
15. Al Ghaffar (الغفار) O que Perdoa
16. Al Qahhar (القهار) O Dominador
17. Al Wahhab (الوهاب) O Doador
18. Al Razzaq (الرزاق) O Provedor
19. Al Fattah (الفتاح) O que abre
20. Al Alim (العليم) O que Tudo Sabe; O Omnisciente
21. Al Qabid (القابض) Aquele que Constringe
22. Al Basit (الباسط) O que Expande; O Magnânimo
23. Al Khafid (الخافض) O que Rebaixa
24. Al Rafi' (الرافع) O que Exalta
25. Al Mu'izz (المعز) O que Honra
26. Al Mudhill (المذل) O que Desonra
27. Al Sami' (السميع) O que Tudo Ouve
28. Al Basir (البصير) O que Tudo Vê
29. Al Hakam (الحكم) O Juiz
30. Al 'Adl (العدل) O Justo
31. Al Latif (اللطيف) O Sutil
32. Al Khabir (الخبير) O Ciente; O Desperto
33. Al Halim (الحليم) O Clemente; O Delicado
34. Al 'Azim (العظيم) O Magnificiente; O Infinito
35. Al Ghafur (الغفور) O que Tudo Perdoa
36. Al Shakur (الشكور) O Apreciador
37. Al 'Ali (العلى) O Mais Alto
38. Al Kabir (الكبير) O Maior
39. Al Hafiz (الحفيظ) O Preservador
40. Al Muqit (المقيت) O que Sustenta
41. Al Hasib (الحسيب) O que Reconhece
42. Al Jalil (الجليل) O Sublime
43. Al Karim (الكريم) O Generoso
44. Al Raqib (الرقيب) O Vigilante
45. Al Mujib (المجيب) O que Responde
46. Al Wasi' (الواسع) O que Tudo Abraça
47. Al Hakim (الحكيم) O Sábio
48. Al Wadud (الودود) O Amante
49. Al Majid (المجيد) O Glorioso
50. Al Ba'ith (الباعث) O que Ressuscita
51. Al Shahid (الشهيد) A Testemunha
52. Al Haqq (الحق) A Verdade, Aquele que é Real
53. Al Wakil (الوكيل) O Confiável; O Depositário
54. Al Qawiyy (القوى) O Mais Forte
55. Al Matin (المتين) O Firme, o Leal
56. Al Wali (الولى) O Amigo Protetor, O Patrono e Ajudante
57. Al Hamid (الحميد) O Digno de Louvor
58. Al Muhsi (المحصى) O Calculador, O Numerador de Tudo
59. Al Mubdi' (المبدئ) O que Dá Origem; O Produtor; O Originador e Iniciador de Tudo
60. Al Mu'id (المعيد) O Restaurador; Que Traz Tudo de Volta
61. Al Muhyi (المحيى) o Doador da Vida
62. Al Mumit (المميت) O Criador da Morte, O Destruidor
63. Al Hayy (الحي) O Eterno Vivente
64. Al Qayyum (القيوم) O Auto-Subsistente; O que a Tudo Sustém
65. Al Wajid (الواجد) O que Encontra; O que Percebe; O Infalível
66. Al Majid (الماجد) O Nobre; O Magnificente
67. Al Wahid (الواحد) O Único; O Indivízível
68. Al Samad (الصمد) O Eterno; O Impregnável
69. Al Qadir (القادر) O Capaz
70. Al Muqtadir (المقتدر) O Mais Poderoso; O Dominante; O que Tudo Determina
71. Al Muqaddim (المقدم) O que Adianta; O que Apressa
72. Al Mu'akhkhir (المؤخر) O que Atrasa; O que Retarda
73. Al Awwal (الأول) O Primeiro
74. Al Akhir (الأخر) O Último
75. Al Zahir (الظاهر) O Manifesto
76. Al Batin (الباطن) O Oculto
77. Al Wali (الوالي) O que Governa; O Patrão
78. Al Muta'al (المتعالي) O Mais Elevado
79. Al Barr (البر) A Fonte da Bondade; O Mais Generoso e Correto
80. Al Tawwab  (التواب) O que Aceita o Arrependimento
81. Al Muntaqim (المنتقم) O Vingador
82. Al 'Afuww (العفو) O que Perdoa
83. Al Ra'uf (الرؤوف) O Compassivo
84. Malik al Mulk (مالك) (الملك) O Detentor de Toda A Majestade; O Eterno Detentor da Soberania
85. Dhu al Jalal wa al Ikram (ذو الجلال و الإكرام) O Senhor da Majestade e da Generosidade
86. Al Muqsit (المقسط) O Equitativo
87. Al Jami' (الجامع) O que Reúne; o que Unifica
88. Al Ghani (الغنى) O Auto-Suficiente; O Independente; O Possuidor de Todas as Riquezas
89. Al Mughni (المغنى) O Enriquecedor; O Emancipador
90. Al Mani'(المانع) O que Impede; O que Defende
91. Al Darr (الضار) O que Causa Preocupações (Esse atributo só pode ser encontrado nos hadiths. No Alcorão esse atributo é usado exclusivamente para Satã na Súra 58, verso 10)
92. Al Nafi' (النافع) O que Beneficia
93. Al Nur (النور) A Luz
94. Al Hadi (الهادئ) O Guia
95. Al Badi (البديع) O Incomparável, O Originador
96. Al Baqi (الباقي) O Perpétuo
97. Al Warith (الوارث) O Herdeiro Supremo
98. Al Rashid (الرشيد) O Guia para o Caminho Reto, O Professor Infalível, O Conhecedor
99. Al Sabur (الصبور) O Paciente, O Eterno

## Obras publicadas em português
- Os Noventa e Nove Nomes de Deus de al-Ghazali, publicado pela Editora Bismillah
- O Segredo dos Nomes de Deus de ibn 'Arabi, publicado pela Attar Editorial